# Spectroscopie RMN en deux dimensions

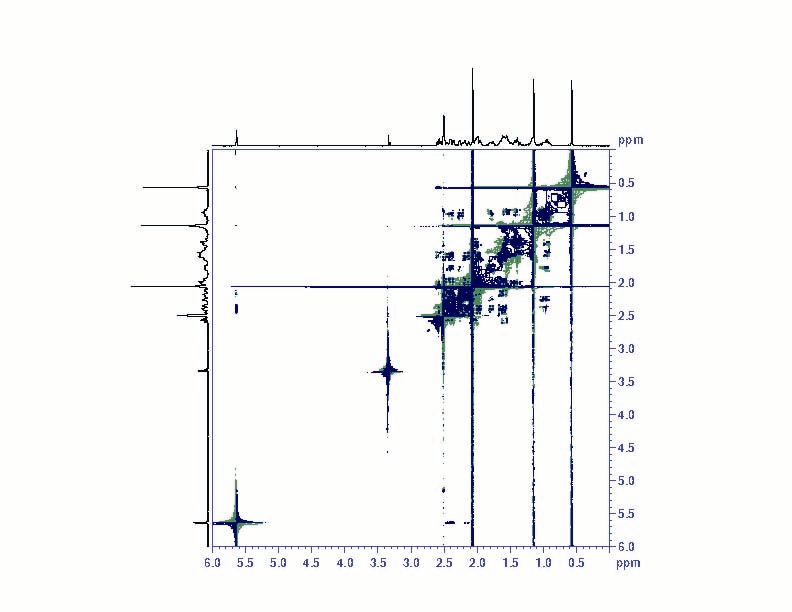
Spectre RMN de la progestérone

La spectroscopie RMN en deux dimensions ou spectroscopie RMN bidimensionnelle ou encore RMN-2D est un ensemble de dispositifs de reconnaissance de relations de proximité, dans l'espace ou à travers les liaisons, entre plusieurs noyaux actifs en RMN. Il s'agit de RMN de corrélation.

## Généralités
Dans une expérience de spectroscopie RMN bidimensionnelle, le résultat est un spectre en trois dimensions : le déplacement chimique pour le noyau 1 (δ1), le déplacement chimique pour le noyau 2 (δ2) et l'intensité du signal. Un tel spectre est représenté sur un écran ou une feuille de papier en dessinant les axes δ1 et δ2 dans le plan de l'écran ou de la feuille et en reliant les points d'intensité égale (positive ou négative) par des lignes.

### Gradients de champ
Les expériences bidimensionnelles requièrent un certain nombre de cycles de phase, noté « x*n » avec x=16 pour une COSY, sur les anciens spectromètres, ce qui fait que le nombre de scans doit être un multiple de x (16 pour une COSY). Même si la concentration en composé à étudier permettrait de faire un seul scan, on est obligé d'en faire x. L'apparition des gradients de champ a permis de réduire drastiquement ce multiplicateur. Pour une COSY, x passe de 16 à 1, ce qui signifie qu'on peut obtenir le même spectre (et même mieux) en 16 fois moins de temps.

### Expérience phasée
Les expériences existent en deux versions : la version phasée (on détecte la phase des signaux) et non-phasée (même si la phase est détectée, elle n'a aucune signification et l'on traite le spectre de façon à faire disparaître les informations de phase).
La version phasée demande plus de temps d'acquisition mais permet, même lorsqu'on la traite comme une version non phasée, une meilleure résolution. D'autre part, certaines expériences doivent être menées dans leur version « phasée ».

### Filtre
Dans les expériences bidimensionnelles, au moins un délai entre deux impulsions correspond à la constante de couplage que l'on souhaite observer. Cette valeur établit donc un filtre et certaines corrélations ne seront pas observées.

## COSY
La plus simple des expériences de spectroscopie RMN bidimensionnelle est la corrélation homonucléaire, aussi appelée COSY (de l'anglais COrrelation SpectroscopY). Il s'agit très généralement du proton. Si les expériences les plus anciennes faisaient appel à des cycles de phase obligeant à accumuler un multiple de 16 scans pour chaque ligne verticale, les gradients de champ ont permis de réduire ce multiplicateur à 1, ce qui permet de diviser le temps d'expérience par 16 si la quantité de substance le permet. La COSY est dont devenue une expérience de routine.
Dans cette expérience, on observe les corrélations (le couplage) entre les protons de la molécule avec un maximum d'intensité vers 6-7 Hz (ce qui équivaut à un couplage 3J-1H–1H), mais il faut adapter le délai pour chaque noyau.